# Кальво, Ева
Ева Кальво (исп. Eva Calvo, 29 ноября 1921, Железнодорожная станция, Мексика — 7 декабря 2001, Мехико, Мексика) — мексиканская актриса театра и кино эпохи «Золотого века Мексиканского кинематографа», а также телесериалов.

## Биография
Родилась 29 ноября 1921 года в Мексике на одной из железнодорожной станции во время путешествия их родителей. Родители актрисы являлись театральными актёрами; дяди, двоюродные братья, бабушка и дедушка являлись художниками. Как театральная актриса дебютировала в 1937 году вместе с уже завоевавшей популярность актрисой Вирхинией Фабрегас, как киноактриса дебютировала в 1944 году, всего актриса сыграла в 32 работах в кино и телесериалах. Настоящая удача к актрисе пришла в 1950-е годы, когда она снялась у величайшего кинорежиссёра Луиса Бюнюэля, в 1978 году она повторила успех — сыграла роль тёщи неудавшегося самоубийцы в чёрной комедии Патрульный 777, а в 1990 году актрису ждал ещё один успех — она сыграла роль Доньи Тулии, директора сельской школы, куда пришла устраиваться обманом Лорена дель Вильяр под маской доброй учительницы Пилар Авила в культовом телесериале Просто Мария. В 1999 году после исполнения роли в телесериале Росалинда, актриса перестала получать приглашения от производителей телесериалов и исчезла с экранов, что стало причиной тяжёлой болезни.
Скончалась 7 декабря 2001 года в Мехико, спустя 8 дней после празднования своего 80-летнего юбилея, похоронена на одном из мексиканских кладбищ.

## Личная жизнь
Ева Кальво вышла замуж и родила сына Хорхе Кальво. Сын актрисы пошёл по её стопам, но в другом направлении — стал работать в административной группе телекомпании TV Azteca.

## Фильмография

### Фильмы

#### Эпоха «Золотого века мексиканского кинематографа»
- 1948 — Район страстей
- 1952 — Женщина без любви — медсестра
- 1955 — Попытка преступления — сеньора де ла Крус
- 1955 — Жить в гармонии — Карла Арлота
- 1960 — Пятнадцатилетняя — Адриана

#### Фильмы последующих лет
- 1978 — Патрульный 777 — тёща несостоявшегося самоубийцы
- 1978 — Кананеа

### Телесериалы

#### Свыше 2-х сезонов
- 1985—2007 — Женщина, случаи из реальной жизни (17 сезонов)

#### Televisa
- 1964 — Поклонница
- 1988 — Грех Оюки
- 1989-90 — Просто Мария — донья Тулия (дубл. Екатерина Васильева)
- 1999 — Росалинда — Урсула Вальдес

## Театральные работы
- Дама с камелиями